# داني ساندوفال
داني ساندوفال (بالإسبانية: Danny Sandoval)‏ هو لاعب كرة قاعدة فنزويلي، ولد في 7 أبريل 1979 في باركيسيميتو في فنزويلا.

## وصلات خارجية
- داني ساندوفال على موقعبيزبول رفرنس.كوم (الدوري الرئيسي) (الإنجليزية)
- داني ساندوفال على موقعبيزبول رفرنس.كوم (الدوري الثانوي) (الإنجليزية)